# 危拱之
危拱之（1905年10月—1973年2月8日），原名危玉辰，河南信陽市人。葉劍英元帥第四任妻子，中國共產黨黨員，中華民國時期政治人物。

## 生平
危拱之1905年10月出生在河南信陽城裡的一個書香門第，父親危尚忠靠教書為生，具有反清思想，同情革命。危拱之乳名小玉，學名危玉辰。參加中共後改名拱之，抗戰初期在河南省委工作時化名林淑英、魏晨。1927年考入黃埔軍校武漢分校女子隊，與「黃埔四女傑」：胡筠、趙一曼、胡蘭畦、游曦，以及張瑞華（聶榮臻夫人），曾憲植（葉劍英第三任夫人）是同學，並加入中國共產黨，接著參加廣州暴動和海陸豐暴動。1929年，被中共中央派往莫斯科中山大學學習，曾因反對王明宗派主義，被戴上托派嫌疑帽子，受到開除黨籍的處分。1931年回國後，被派到閩粵贛軍區司令部宣傳科工作，是紅軍戲曲運動的開拓者，當年恢復黨籍。後又因反對王明「左」傾路線，被宣佈永遠開除黨籍。她參加了二萬五千里長征，是中央紅軍中聞名的32名女戰士之一。1935年底重新恢復黨籍。
1937年，危拱之與八路軍參謀長葉劍英在延安結婚。抗戰爆發後，危拱之受中共的派遣回河南工作，先後任河南省委秘書長、信陽抗日挺進隊政治部主任等職。抗戰初期，她先後在《風雨》週刊和《行都日報》上發表《動員河南的婦女保衛家鄉》等文章，號召全省婦女參加抗日救亡運動，並以開封扶輪小學為據點，創辦孩子劇團，到各地進行抗日救亡宣傳。1939年11月，在「竹溝事變」中，她和省委書記劉子久等一起指揮戰鬥，從國軍包圍中突圍。1940年當選為中共七大代表，1942年任河南省委組織部長。參加了延安整風運動，在「搶救失足者運動」中河南黨組織被打為「紅旗黨」，河南省委負責人員遭到逼供審查，危拱之感到十分絕望，就在動員會後的一個夜裡，在床上用褲帶勒住脖子自殺，獲救後精神失常。國共內戰時期，她隨軍赴東北工作，先後擔任中共赤峰市委副書記、書記，冀熱遼中央分局婦女部長等職。
中華人民共和國成立後，因病長期休養。1973年，在北京病逝。